# Aelita Jurczenko
Aelita Wjaczesławiwna Jurczenko, ukr. Аеліта В'ячеславівна Юрченко, ros. Аэлита Вячеславовна Юрченко (ur. w 1965) – ukraińska lekkoatletka specjalizująca się w długich biegach sprinterskich. W czasie swojej kariery reprezentowała również Związek Socjalistycznych Republik Radzieckich oraz Wspólnotę Niepodległych Państw.

## Sukcesy sportowe
- halowa mistrzyni ZSRR w biegu na 400 metrów – 1991[1]

| Rok  | Miasto  | Zawody                    | Konkurencja                      | Wynik                    |
| ---- | ------- | ------------------------- | -------------------------------- | ------------------------ |
| 1987 | Rzym    | mistrzostwa świata        | sztafeta 4 x 400 m               | srebrny medal            |
| 1991 | Sewilla | halowe mistrzostwa świata | sztafeta 4 x 400 m bieg na 400 m | srebrny medal 4. miejsce |
| 1997 | Paryż   | halowe mistrzostwa świata | sztafeta 4 x 400 m               | 5. miejsce               |

## Rekordy życiowe
- bieg na 200 metrów – 22,67 – Symferopol 28/05/1988
- bieg na 400 metrów – 49,47 – Moskwa 04/09/1988
- bieg na 400 metrów (hala) – 51,59 – Sewilla 10/03/1991